# Gare d'Adegem
La gare d'Adegem (anciennement Adeghem) est une gare ferroviaire, fermée, de la ligne 58, de Gand à Bruges, via Eeklo située à Adegem section de la commune de Maldegem, province de Flandre-Occidentale en Région flamande, en Belgique.

## Situation ferroviaire
La gare d'Adegem se trouvait au point kilométrique (PK) 29,9 de la ligne 58, de Gand à Bruges, via Eeklo entre les gares de Balgerhoeke et de Maldegem.

## Histoire
La Compagnie du chemin de fer d'Eeclo à Bruges met en service le 16 novembre 1862 la section d'Eeklo à Maldegem. Exploitée par les trains de la Compagnie du chemin de fer d'Eeclo à Gand, la ligne comprend une gare à Adegem,.
Lors de la reprise de la ligne par les Chemins de fer de l'État belge en 1897, Adegem est une station dépourvue de rampe pour le chargement des équipages et tapissières (véhicules routiers). Elle est reléguée 28 février 1898 au rang de halte, administrée depuis la station de Balgerhoeke. Qualifiée d'arrêt facultatif en 1918, elle rouvre par la suite, étant administrée depuis la gare de Maldegem.
Le 2 juin 1957, la SNCB ferme les trois arrêts situés entre Eeklo et Maldegem (Boelaere, Balgerhoeke et Adegem). Les trains de voyageurs disparaissent de cette section de ligne deux ans plus tard et plusieurs kilomètres en direction de Bruges ferment à tout trafic.
Jusqu'en 1988, des trains de marchandises continueront à desservir les gares de Balgerhoeke et Maldegem. Cette section de la ligne est alors désaffectée mais récupérée par l'association Stoomcentrum Maldegem.

## Patrimoine ferroviaire
Le bâtiment de la gare a été démoli à une date inconnue. Les vestiges d'un quai (peut-être construit pour les trains historiques) sont visibles sur le site de l'ancienne gare.
Le bâtiment des recettes était du même type que les autres petites gares de la ligne — celui, légèrement plus grand, de la gare de Sijsele est préservé — ainsi qu'au-moins une gare du Chemin de fer d'Ostende à Armentières : Poelcapelle. Il s'agit d'un petit bâtiment au corps central de trois travées encadré par des ailes symétriques à la façade seulement décorée par les larmiers au-dessus des portes et fenêtres, avec un bandeau sous la corniche et une petite fenêtre ovale, murée, au niveau des combles du corps de logis.